# Prodoxinae
Le Prodoxinae Riley, 1881 sono una sottofamiglia di lepidotteri, diffusa in America Settentrionale e Asia con 68 specie (dato aggiornato al 23 dicembre 2011).

## Etimologia
Il nome del taxon deriva dal genere tipo Prodoxus Riley, 1880, a sua volta derivato dal greco πρόδοξος (pródoxos)=pregiudizio, con l'aggiunta del suffisso -inae, che indica la sottofamiglia.

## Descrizione

### Adulto
La sottofamiglia è costituita da piccole falene diurne, alquanto primitive, che presentano nervatura alare di tipo eteroneuro e apparato riproduttore femminile provvisto di un'unica apertura, funzionale sia all'accoppiamento, sia all'ovodeposizione; per quest'ultima caratteristica anatomica, in passato venivano collocate all'interno della divisione Monotrysia, oggi considerata obsoleta in quanto polifiletica.

L'apertura alare può variare da 10 a 35 mm, a seconda della specie.

#### Capo
Il capo è ricoperto di scaglie piliformi, che tuttavia appaiono meno fitte rispetto a quanto osservabile in altri membri degli Adeloidea;

Le antenne non sono molto lunghe, potendo raggiungere al massimo tra 0,33 e 0,6 volte la lunghezza della costa dell'ala anteriore; sono di regola moniliformi, mai clavate, con lo scapo talvolta provvisto di pecten ed il flagello filiforme.

Gli occhi, di dimensione variabile a seconda del genere, sono di regola glabri o con cornea ricoperta da esili microsetae. Gli ocelli sono assenti, come pure i chaetosemata.

I lobi piliferi sono sempre ben sviluppati, mentre le mandibole sono vestigiali, benché pronunciate. La spirotromba è ben sviluppata, e di solito priva di scaglie; la lunghezza è al massimo doppia di quella dei palpi labiali.

I palpi mascellari sono di regola allungati e costituiti da tre-cinque articoli. Nelle femmine di Tegeticula e Parategeticula si osserva una sorta di "tentacolo mascellare", estensibile e rivestito di corte setole, la cui funzione risulta essere quella di afferrare e compattare il polline dai fiori di Yucca, fino ad ottenerne una sferula; negli esemplari in cui questo tentacolo è poco sviluppato, la raccolta di polline non avviene. I palpi labiali sono invece corti e trisegmentati, ma solo bisegmentati in Parategeticula, e spesso appaiono diritti e forniti di setole sensoriali sui lati.

#### Torace
Le ali sono lanceolate (la lunghezza è circa il triplo della larghezza), con colorazione variabile dal biancastro traslucido al marroncino, ma comunque quasi mai iridescenti, e talvolta con macchie e geometrie varie. Il tornus non è individuabile. I microtrichi sono di solito presenti su tutta l'ala anteriore. Il termen è convesso e manca una macchia discale. Rs4 termina sulla costa, mentre 1A+2A è biforcata solo alla base.
L'ala posteriore presenta un apice arrotondato, ed è lievemente più corta dell'anteriore.

L'accoppiamento alare è di tipo frenato (con frenulum più robusto nei maschi, ma assente in entrambi i sessi nel genere Parategeticula), mentre è presente l'apparato di connessione tra ala anteriore e metatorace; si può inoltre osservare un ponte precoxale.

Nelle zampe, l'epifisi è di regola presente (ma assente in Parategeticula), mentre gli speroni tibiali hanno formula 0-2-4.

#### Addome
Nell'addome, il margine caudale di S2a è a forma di "U" o di "W".

Nell'apparato genitale maschile, si osservano i pectinifer sulle valve di molte specie, con sviluppo e struttura variabili, talvolta ridotti a semplici spine, o totalmente assenti. L'uncus si trova fuso assieme al tegumen con varie soluzioni, tra cui uno o due lobi terminali. Il tegumen appare costituito da una stretta fascia dorsale, mentre il vinculum è solitamente ben sviluppato, a forma di "V" o di "Y". La juxta si mostra sotto forma di uno sclerite sagittato ben definito. L'edeago è costituito da una struttura tubulare alquanto allungata, facilmente distinguibile.

Nel genitale femminile, l'ovopositore è ben sviluppato e perforante, come di regola negli Adeloidea, al fine di permettere l'inserimento delle uova all'interno dei tessuti fogliari della pianta ospite. Si può osservare inoltre un paio di signa stellati sul corpus bursae (in alcuni casi ridotti o assenti), oltre che un caratteristico bordo posteriore arrotondato sul settimo tergite.

### Uovo
Le uova, sono inserite singolarmente nei tessuti della pianta ospite, e possono pertanto assumere la forma della "tasca" che le ospita. L'uovo di Prodoxus phylloryctus è allungato e reniforme, e leggermente più ampio ad un'estremità.

In genere l'uovo si mostra biancastro e di forma molto variabile (ad esempio in Tegeticula è provvisto di un pedicello), ma di regola è ovoidale, con dimensioni comprese tra 0,3 e 0,5 mm di lunghezza, e con un diamentro di 0,2-0,3 mm. Il chorion appare liscio e provvisto di un reticolo micropilare ridotto.

### Larva
La larva può essere bianca, verdastra oppure rossiccia, di solito cilindrica o sub-cilindrica, e con una lunghezza compresa tra 6 e 22 mm.

#### Capo
Il capo è solitamente prognato, con frontoclipeo breve, e di colorazione da chiara a molto scura. Solitamente si osservano sei paia di stemmata, che tuttavia si riducono a tre paia nelle sole forme apode.

#### Zampe e pseudozampe
Le zampe possono essere presenti oppure sostituite da calli ambulacrali, come in Prodoxus; il pretarso rivela spesso una robusta seta squamiforme disposta sulla base laterale dell'unghia; le pseudozampe sono assenti o vestigiali, con uncini di solito assenti, almeno nei primi stadi di sviluppo, ma talvolta presenti sui segmenti addominali da III a VI, e disposti su doppie file come in Greya. In ogni caso gli uncini sono sempre assenti nel decimo segmento addominale.

### Pupa
La pupa è exarata e relativamente mobile, con appendici libere e ben distinte (pupa dectica).

Nel capo, il vertice è spesso dotato di un rostro frontale molto evidente, che tuttavia è assente nelle specie di Greya. Le ali si estendono fin sul V-VII segmento addominale e di regola i segmenti addominali da II a VII sono mobili in ambo i sessi. Sui segmenti addominali da II a VIII è inoltre osservabile una singola fila di spine tergali. Il cremaster è di solito rappresentato da una coppia di robuste spine, o tubercoli dorsali, disposte sul decimo segmento addominale, in alcune specie accompagnate da altre due spine in posizione ventrale.

## Biologia

### Ciclo biologico
Non sono disponibili molte informazioni riguardo alla biologia dell'uovo delle Prodoxinae: in Greya subalpa, ad esempio, la maggior parte delle uova vengono deposte nel terzo mediano dello schizocarpo della pianta ospite.
La larva è spesso minatrice ma, come nei Cecidosidae, non costruisce un fodero. A seconda della specie in questione, può attaccare le gemme, le foglie, i ricettacoli fiorali, i frutti o anche i semi della pianta nutrice.

Di regola le specie sono univoltine, con la larva che rappresenta lo stadio svernante. Particolarmente interessante è il caso di alcune specie, come Prodoxus y-inversus, nelle quali in corrispondenza di forti ritardi nella fase di fioritura della pianta ospite, l'ultima età della larva può entrare in una prolungata diapausa, che in taluni casi può persino superare i vent'anni.

Nelle Prodoxinae le larve possono essere apode oppure provviste di zampe, pseudozampe e uncini; queste larve attaccano tipicamente i semi o il fusto delle Agavaceae, con la sola eccezione del genere Greya che rivela un comportamento più affine a quello delle Lamproniinae, andando ad attaccare nei primi stadi di sviluppo i semi di Saxifragaceae o di Apiaceae, per poi emergere in un secondo tempo e svernare nel terreno; il bruco completa infine la maturazione alimentandosi, durante la primavera successiva, alle spese delle gemme fiorali o delle foglie della pianta ospite. In Tegeticula e Parategeticula si è osservato invece l'affinamento di un peculiare mutualismo tra le femmine e la loro pianta nutrice: lo sviluppo dei semi utilizzati in seguito dalle larve come cibo, viene garantito dalle femmine stesse, che provvedono all'impollinazione della pianta, pur senza ricavarne del nettare, durante le fasi di ovoposizione; a tale scopo, la maggior parte delle femmine ha sviluppato, caso unico tra gli insetti, un particolare tipo di tentacoli mascellari in grado di raccogliere il polline dalle antere dei fiori delle Agavaceae, per poi ammassarlo in forme compatte al di sotto del capo, ed infine andarlo forzatamente ad inserire all'interno del tubulo stigmatico, provvedendo così alla fecondazione del fiore. Va infine segnalato che in Prodoxus phylloryctus la larva mina le foglie semisucculente di Yucca baccata.. In questa sottofamiglia comunque l'impupamento può avvenire in un bozzolo nel terreno, come pure all'interno delle gallerie scavate presso il sito di accrescimento.

### Alimentazione
Fa seguito un elenco parziale di generi e specie vegetali che possono essere attaccati da questi bruchi:
- Agave L., 1753 (Agavaceae, Asparagaceae secondo APG)
  - Agave deserti Engelm., 1875
  - Agave palmeri Engelm., 1875
- Bowlesia Ruiz & Pav., 1802 (Apiaceae)
  - Bowlesia incana Ruiz & Pav., 1802
- Cogswellia M.E.Jones, 1908 (Apiaceae)
  - Cogswellia triternata M.E.Jones, 1908
- Hesperoyucca (Engelm.) Baker, 1892 (Agavaceae, Asparagaceae secondo APG)
  - Hesperoyucca whipplei (Torr.) Trel., 1893
- Heuchera L., 1753 (Saxifragaceae)
  - Heuchera cylindrica Douglas, 1832
  - Heuchera hallii A.Gray, 1864
  - Heuchera micrantha Douglas, 1830
- Lithophragma (Nutt.) Torr. & A.Gray, 1840 (Saxifragaceae)
  - Lithophragma affine A.Gray, 1865
  - Lithophragma heterophyllum (Hook. & Arn.) Hook. & Arn., 1840
    - Lithophragma heterophyllum var. bolanderi (A.Gray) Jeps., 1925

  - Lithophragma parviflorum (Hook.) Nutt., 1840
- Lomatium Raf., 1819 (Apiaceae)
  - Lomatium ambiguum (Nutt.) J.M. Coult. & Rose, 1900
  - Lomatium dissectum (Nutt.) Mathias & Constance, 1942
  - Lomatium grayi (J.M.Coult. & Rose) J.M.Coult. & Rose, 1900
  - Lomatium hallii (S. Watson) J.M. Coult. & Rose, 1900
- Mitella L., 1753 (Saxifragaceae)
  - Mitella stauropetala Piper, 1899
- Nolina Michx., 1803 (Dracaenaceae)
  - Nolina georgiana Michx., 1803
- Osmorhiza Raf. 1819 (Apiaceae)
  - Osmorhiza berteroi DC., 1830
  - Osmorhiza brachypoda Torr.
  - Osmorhiza occidentalis (Nutt.) Torr.
- Saxifraga L., 1753 (Saxifragaceae)
  - Saxifraga oppositifolia L., 1753 (Saxifragaceae)
- Tellima R. Br. (Saxifragaceae)
  - Tellima cymbalaria (Torr. & A.Gray) Steud., 1841
  - Tellima grandiflora (Pursh) Douglas ex Lindl., 1828
  - Tellima tenella (Nutt.) Steud., 1841
- Tiarella L., 1753 (Saxifragaceae)
  - Tiarella trifoliata L., 1753
- Tolmiea Torr. & A.Gray, 1840 (Saxifragaceae)
  - Tolmiea menziesii (Pursh) Torr. & A.Gray, 1840
- Yabea Koso-Pol., 1915 (Apiaceae)
  - Yabea microcarpa (Hook. & Arn.) Koso-Pol., 1915
- Yucca L., 1753 (Agavaceae, Asparagaceae secondo APG)
  - Yucca aloifolia L., 1753
  - Yucca angustissima Engelm. ex Trel., 1902
  - Yucca arkansana Trel., 1902
  - Yucca baccata Torr., 1858
  - Yucca baileyi Wooton & Standl., 1913
  - Yucca brevifolia Engelm., 1871
  - Yucca campestris McKelvey, 1947
  - Yucca constricta Buckley, 1862
  - Yucca elata (Engelm.) Engelm., 1882
  - Yucca faxoniana Sarg., 1905
  - Yucca filamentosa L., 1753
  - Yucca gigantea Lem., 1859
  - Yucca glauca Nutt., 1813
  - Yucca gloriosa L., 1753
  - Yucca harrimaniae Trel., 1902
  - Yucca pallida McKelvey, 1947
  - Yucca rupicola Scheele, 1850
  - Yucca schidigera Roezl ex Ortgies, 1871
  - Yucca schottii Engelm., 1873
  - Yucca treculeana Carrière, 1858

### Parassitoidismo
Sono noti fenomeni di parassitoidismo ai danni delle larve di Prodoxus, da parte dell'imenotteri euritomidi come ad esempio Sycophila flamminneiventris (Girault, 1920).

## Distribuzione e habitat
La sottofamiglia è a distribuzione esclusivamente olartica, con una maggiore biodiversità nell'ecozona neartica, ma nessun genere risulta presente in Europa.
L'habitat è rappresentato da boschi e foreste a latifoglie.

## Tassonomia
Fino agli anni settanta / ottanta del secolo scorso, col termine Prodoxinae si intendeva una sottofamiglia delle Incurvariidae, o alternativamente delle Adelidae, che comprendeva tutte le specie oggi incluse nella famiglia Prodoxidae.

Va peraltro chiarito che allo stato attuale non c'è accordo tra gli studiosi riguardo alla composizione effettiva di questo taxon: il genere Agavenema, che secondo alcuni Autori andrebbe inserito nelle Prodoxinae, secondo altri sarebbe da considerarsi soltanto un sinonimo oppure un sottogenere di Prodoxus.
Si è deciso in questa sede di seguire l'impostazione sistematica proposta da Scoble (1995) e Davis (1999),.

### Generi
La sottofamiglia si compone, a livello mondiale, di 5 generi, per un totale di 68 specie olartiche (dato aggiornato al 23 dicembre 2011),; nessuna di queste è presente in Europa.
- Greya Busck, 1903 - Proc. ent. Soc. Wash. 5: 194[40] (17 specie olartiche, assente in Europa)
- Mesepiola Davis, 1967 - Bull. U.S. natn. Mus. 255: 28 (chiave), 96[11] (una specie neartica)
- Parategeticula Davis, 1967 - Bull. U.S. natn. Mus. 255: 28 (chiave), 62[11] (5 specie neartiche)
- Prodoxus Riley, 1880 - Am. Entomologist 3: 155[7] (25 specie neartiche) (genere tipo)
- Tegeticula Zeller, 1873 - Verh. K.K. zool.-bot. Ges. Wien 23: 232[41] (20 specie neartiche)

Per completezza, si cita anche un ulteriore genere, secondo taluni Autori da considerarsi un sinonimo di Prodoxus (vedi Tassonomia):
- Agavenema Davis, 1967 - Bull. U.S. natn. Mus. 255: 28 (chiave), 99[11] (2 specie neartiche)

### Sinonimi
Non sono stati riportati sinonimi:

### Filogenesi
È riportato di seguito un albero filogenetico ricavato da quello proposto da Pellmyr (1997), sulla base dei dati forniti da Nielsen & Davis (1985) e da Brown et al. (1994a, b)
|  | Tegeticula                 |
|  |                            |
|  | Parategeticula pollenifera |
|  |                            |

|  | Prodoxus  |
|  |           |
|  | Agavenema |
|  |           |

|  | Tegeticula                 |
|  |                            |
|  | Parategeticula pollenifera |
|  |                            |

|  | Prodoxus  |
|  |           |
|  | Agavenema |
|  |           |

|  | Tegeticula                 |
|  |                            |
|  | Parategeticula pollenifera |
|  |                            |

|  | Prodoxus  |
|  |           |
|  | Agavenema |
|  |           |

|  | Tegeticula                 |
|  |                            |
|  | Parategeticula pollenifera |
|  |                            |

|  | Prodoxus  |
|  |           |
|  | Agavenema |
|  |           |

|  | Tegeticula                 |
|  |                            |
|  | Parategeticula pollenifera |
|  |                            |

|  | Prodoxus  |
|  |           |
|  | Agavenema |
|  |           |

|  | Tegeticula                 |
|  |                            |
|  | Parategeticula pollenifera |
|  |                            |

|  | Prodoxus  |
|  |           |
|  | Agavenema |
|  |           |

|  | Tegeticula                 |
|  |                            |
|  | Parategeticula pollenifera |
|  |                            |

|  | Prodoxus  |
|  |           |
|  | Agavenema |
|  |           |

|  | Tegeticula                 |
|  |                            |
|  | Parategeticula pollenifera |
|  |                            |

|  | Prodoxus  |
|  |           |
|  | Agavenema |
|  |           |

|  | Tegeticula                 |
|  |                            |
|  | Parategeticula pollenifera |
|  |                            |

|  | Prodoxus  |
|  |           |
|  | Agavenema |
|  |           |

|  | Tegeticula                 |
|  |                            |
|  | Parategeticula pollenifera |
|  |                            |

|  | Prodoxus  |
|  |           |
|  | Agavenema |
|  |           |

|  | Tegeticula                 |
|  |                            |
|  | Parategeticula pollenifera |
|  |                            |

|  | Prodoxus  |
|  |           |
|  | Agavenema |
|  |           |

|  | Tegeticula                 |
|  |                            |
|  | Parategeticula pollenifera |
|  |                            |

|  | Prodoxus  |
|  |           |
|  | Agavenema |
|  |           |

|  | Tegeticula                 |
|  |                            |
|  | Parategeticula pollenifera |
|  |                            |

|  | Prodoxus  |
|  |           |
|  | Agavenema |
|  |           |

|  | Tegeticula                 |
|  |                            |
|  | Parategeticula pollenifera |
|  |                            |

|  | Prodoxus  |
|  |           |
|  | Agavenema |
|  |           |

|  | Tegeticula                 |
|  |                            |
|  | Parategeticula pollenifera |
|  |                            |

|  | Prodoxus  |
|  |           |
|  | Agavenema |
|  |           |

|  | Tegeticula                 |
|  |                            |
|  | Parategeticula pollenifera |
|  |                            |

|  | Prodoxus  |
|  |           |
|  | Agavenema |
|  |           |

### Alcune specie

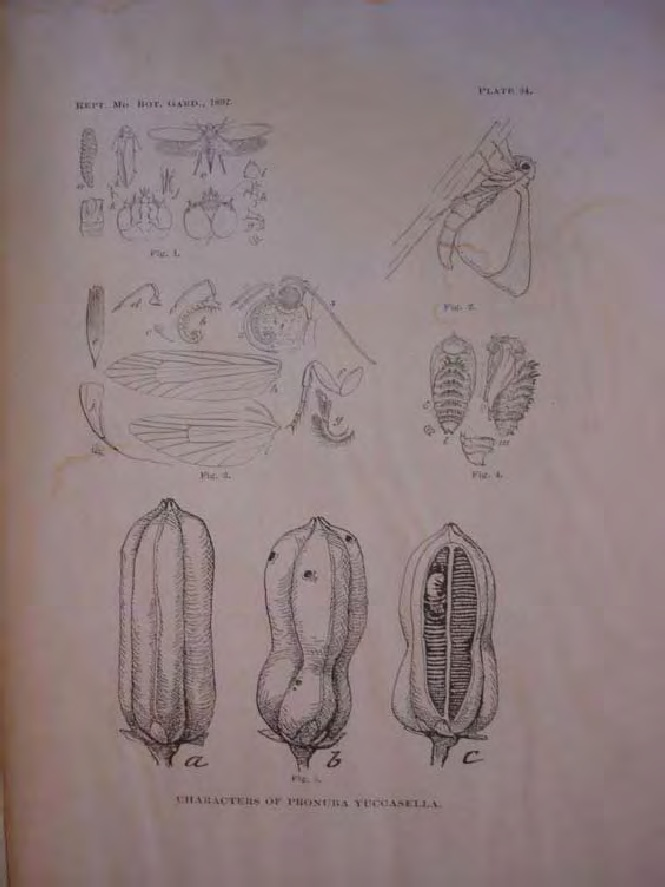
Tegeticula yuccasiella Tavola di Riley del 1892

## Conservazione
Nessuna specie appartenente a questa sottofamiglia è stata inserita nella Lista rossa IUCN.

### Pubblicazioni
- Addicott, J. F., Variation in the costs and benefits of mutualism: the interaction between yuccas and yucca moths (abstract), in Oecologia (Berlin), vol. 70, n. 4, Springer-Verlag, 1986,  pp. 486-494.
- Addicott, J. F., Cheaters in yucca/moth mutualism, in Nature, vol. 380, n. 6570, 1996,  pp. 114-115, DOI:10.1038/380114a0.
- Addicott, J. F., Regulation of mutualism between yuccas and yucca moths: population level processes (abstract), in Oikos, vol. 81, n. 1, 1998,  pp. 119-129.
- Addicott, J. F., Bao, T., Limiting the costs of mutualism: multiple modes of interaction between yuccas and yucca moths (abstract), in Proceedings of the Royal Society of London, Series B, vol. 266, 1999,  pp. 197-202.
- Addicott, J. F., Tyre, A. J., Cheating in an obligate mutualism: how often do yucca moths benefit yuccas? (abstract), in Oikos, vol. 72, n. 3, 1995,  pp. 382-394.
- Aker, C. L., Regulation of flower, fruit and seed production by a monocarpic perennial, Yucca whipplei (abstract), in Journal of Ecology, vol. 70, n. 1, 1982,  pp. 357-372.
- Aker, C. L. and Udovic, D., Oviposition and pollination behaviour of the yucca moth, Tegeticula maculata (Lepidoptera: Prodoxidae), and its relation to the reproductive biology of Yucca whipplei (Agavaceae) (abstract), in Oecologia (Berlin), vol. 49, n. 1, Springer-Verlag, 1981,  pp. 96-101.
- (EN) Althoff, D. M., A test of host-associated differentiation across the 'parasite continuum' in the tri-trophic interaction among yuccas, bogus yucca moths, and parasitoids (abstract), in Molecular Ecology, vol. 17, n. 17, Oxford, Blackwell Science, 2008,  pp. 3917–3927, DOI:10.1111/j.1365-294X.2008.03874.x, ISSN 1365-294X (WC · ACNP), LCCN 2001242189, OCLC 39265322, PMID 18662219.
- Althoff, D. M., Shift in egg-laying strategy to avoid plant defense leads to reproductive isolation in mutualistic and cheating yucca moths, in Evolution, vol. 68, 2014,  pp. 301-307, DOI:10.1111/evo.12279.
- (EN) Althoff, D. M., Groman, J. D., Segraves, K. A., and Pellmyr, O., Phylogeographic structure in the bogus yucca moth Prodoxus quinquepunctellus (Prodoxidae): comparisons with coexisting pollinator yucca moths (abstract), in Molecular Phylogenetics and Evolution, vol. 21, n. 1, Orlando, FL, Academic Press, 2001,  pp. 117–127, DOI:10.1006/mpev.2001.0995, ISSN 1055-7903 (WC · ACNP), LCCN 93648932, OCLC 118599858, PMID 11603942.
- (EN) Althoff, D. M. and Pellmyr, O., Examining genetic structure in a bogus yucca moth: a sequential approach to phylogeography (abstract), in Evolution, vol. 56, n. 8, Lancaster, PA., Society for the Study of Evolution, agosto 2002,  pp. 1632–1643, DOI:10.1554/0014-3820(2002)056[1632:EGSIAB]2.0.CO;2, ISSN 0014-3820 (WC · ACNP), LCCN 51004882, OCLC 5152300306, PMID 12353756.
- Althoff, D. M., Segraves, K. A., Leebens-Mack, J. and Pellmyr, O., Patterns of speciation in the yucca moths: parallel species radiations within the Tegeticula yuccasella species complex, in Systematic Biology, vol. 55, n. 3, 2006,  pp. 398-410, DOI:10.1080/10635150600697325, PMID 16684719.
- (EN) Althoff, D. M.; Segraves, K. A.; Smith, C. I.; Leebens-Mack, J; and Pellmyr, O., Geographic isolation trumps coevolution as a driver of yucca and yucca moth diversification (abstract), in Molecular Phylogenetics and Evolution, vol. 62, n. 3, Orlando, FL, Academic Press, marzo 2012,  pp. 898–906, DOI:10.1016/j.ympev.2011.11.024, ISSN 1055-7903 (WC · ACNP), LCCN 93648932, OCLC 776404608, PMID 22178365.
- (EN) Althoff, D. M.; Segraves, K. A. and Sparks, J. P., Characterizing the interaction between the bogus yucca moth and yuccas: do bogus yucca moths impact yucca reproductive success? (abstract), in Oecologia, vol. 140, n. 2, Berlino, Springer-Verlag, luglio 2004,  pp. 321–327, DOI:10.1007/s00442-004-1584-5, ISSN 0029-8549 (WC · ACNP), LCCN 73421964, OCLC 5659165350, PMID 15170561.
- (EN) Althoff, D. M.; Svensson, G. P.; Pellmyr, O., The influence of interaction type and feeding location on the phylogeographic structure of the yucca moth community associated with Hesperoyucca whipplei (abstract), in Molecular Phylogenetics and Evolution, vol. 43, n. 2, Orlando, FL., Academic Press, 20 ottobre 2006,  pp. 398–406, DOI:10.1016/j.ympev.2006.10.015, ISSN 1055-7903 (WC · ACNP), LCCN 93648932, OCLC 173818114, PMID 17116409.
- Baker, H. G., Yuccas and yucca moths - A historical commentary, in Annals of the Missouri Botanical Garden, vol. 73, n. 3, 1986,  pp. 556-564.
- Bao, T. & Addicott, J. F., Cheating in mutualism: Defection of Yucca baccata against its yucca moths (abstract), in Ecology Letters, vol. 1, n. 3, 1998,  pp. 155-159, DOI:10.1046/j.1461-0248.1998.00032.x.
- (ES) Bastida, L., Una nueva especie de Tegeticula (Tegeticula mexicana, n. sp.) Lepidoptera: Prodoxidae, in Anales del Instituto de Biología UNAM, vol. 33, n. 1-2, 1962,  pp. 259-272, ISSN 0076-7174 (WC · ACNP).
- (PL) Becker, V. O., The taxonomic position of the Cecidosidae. Brèthes (Lepidoptera), in Polskie pismo entomologiczne. Seria B: Entomologia stosowana, vol. 47, Wrocław, Państowowe Wydawn. Naukowe, 1977,  pp. 79–86, ISSN 0554-6060 (WC · ACNP), OCLC 5453738.
- Biezanko, C. M., Olethreutidae, Tortricidae, Phaloniidae, Aegeriidae, Glyphipterygidae, Yponomeutidae, Gelechiidae, Oecophoridae, Xylorictidae, Lithocoletidae, Cecidosidae, Ridiaschinidae, Acrolophidae, Tineidae et Psychidae da Zona Suesta do Rio Grande do Sul, in Arquivos Ent., (A), vol. 13, 1961,  pp. 1-16.
- Blackmore, E. H., Two New Greyas from British Columbia (Lepidoptera, Incurvariidae), in The Canadian Entomologist, vol. 58, 1926,  pp. 294-296.
- Bogler, D. J., Neff, J. L., Simpson, B. B., Multiple origins of the yucca-yucca moth association (PDF), in Proceedings of the National Academy of Sciences of the United States of America, vol. 92, 1995,  pp. 6864-6867.
- (EN) Brock, J. P., A contribution towards an understanding of the morphology and phylogeny of the Ditrysian Lepidoptera (abstract), in Journal of Natural History, vol. 5, n. 1, Londra, Taylor & Francis, 1971,  pp. 29–102, DOI:10.1080/00222937100770031, ISSN 0022-2933 (WC · ACNP), LCCN 68007383, OCLC 363169739.
- Bronstein, J. L. and Ziv, Y., Costs of two non-mutualistic species in a yucca/yucca moth mutualism (abstract), in Oecologia, vol. 112, Springer-Verlag, 1997,  pp. 379-385.
- (EN) Brown, J. M., O. Pellmyr, J. N. Thompson & Harrison, R. G., Phylogeny of Greya (Lepidoptera:Prodoxidae), based on nucleotide sequence variation in mitochondrial cytochrome oxidase I and II: congruence with morphological data (PDF) [collegamento interrotto], in Molecular biology and evolution, vol. 11, n. 1, Chicago, University of Chicago Press, gennaio 1994,  pp. 128–141, ISSN 0737-4038 (WC · ACNP), LCCN 90648368, OCLC 117777255.
- (EN) Brown, J. M., O. Pellmyr, J. N. Thompson & Harrison, R. G., Mitochondrial DNA Phylogeny of the Prodoxidae (Lepidoptera: Incurvarioidea) Indicates Rapid Ecological Diversification of Yucca Moths (abstract), in Annals of the Entomological Society of America, vol. 87, n. 6, College Park, Md., Entomological Society of America, 1994b,  pp. 795–802, ISSN 0013-8746 (WC · ACNP), LCCN 08018807, OCLC 201805284.
- Brown, J. M., Leebens-Mack, J. H., Thompson, J. N., Pellmyr, O. & Harrison, R. G., Phylogeography and host association in a pollinating seed parasite Greya politella (Lepidoptera, Prodoxidae) (abstract), in Molecular Ecology, vol. 6, n. 3, 1997,  pp. 215-224, PMID 9076976.
- (EN) Busck, A., On the female genitalia of the Microlepidoptera and their importance in the classification and determination of these moths, in Bulletin of the Brooklyn Entomological Society, vol. 26, Lancaster, Pa., 1931,  pp. 199–216, ISSN 1051-8940 (WC · ACNP), LCCN 90000415, OCLC 22146677.
- Calder, J. A., and D. B. O. Savile, Studies in the Saxifragaceae,I: The Heuchera cylindrica Complex In and Adjacent to British Columbia, in Brittonia, vol. 11, 1959,  pp. 49-67.
- (EN) Common, I. F. B., Evolution and Classification of the Lepidoptera (abstract), in Annual Review of Entomology, vol. 20, Palo Alto, California, Entomological Society of America, gennaio 1975,  pp. 183–203, DOI:10.1146/annurev.en.20.010175.001151, ISSN 0066-4170 (WC · ACNP), LCCN 56005750, OCLC 1321134. URL consultato il 30 settembre 2014 (archiviato dall'url originale il 3 febbraio 2019).
- Coquillett, D. W., On the pollination of Yucca whipplei in California, in Insect Life, vol. 5, n. 5, Washington, Government Printing Office, 1893,  pp. 311-314.
- (EN) Davis, D. R., A revision of the moths of the subfamily Prodoxinae (Lepidoptera: Incurvariidae), in Bulletin - United States National Museum, vol. 255, Washington, Smithsonian Institution, 1967,  pp. 1-170, ISSN 0362-9236 (WC · ACNP), LCCN 67061144, OCLC 521875.
- (EN) Davis, D. R., Two New Genera of North American Incurvariine Moths (Lepidoptera: Incurvariidae) (PDF), in Pan-Pacific Entomologist, vol. 54, n. 2, San Francisco, CA, Pacific Coast Entomological Society, aprile 1978,  pp. 147–153, ISSN 0031-0603 (WC · ACNP), LCCN 34041370, OCLC 819189661.
- (EN) Davis, D. R., A New Family of Monotrysian Moths from Austral South America (Lepidoptera: Palaephatidae), with a Phylogenetic Review of the Monotrysia (PDF), in Smithsonian Contributions to Zoology, vol. 434, Washington D.C., Smithsonian Institution Press, 1986,  pp. iv, 202, DOI:10.5479/si.00810282.434, ISSN 0081-0282 (WC · ACNP), LCCN 85600307, OCLC 12974725.
- (EN) Davis, D. R. and Gentili, P., Andesianidae, a new family of monotrysian moths (Lepidoptera:Andesianoidea) from austral South America (PDF), in Invertebrate Systematics, vol. 17, n. 1, Collingwood, Victoria, CSIRO Publishing, 24 marzo 2003,  pp. 15–26, DOI:10.1071/IS02006, ISSN 1445-5226 (WC · ACNP), OCLC 441542380.
- Davis, D.R., O. Pellmyr & J.N. Thompson, Biology and systematics of Greya Busck and Tetragma n. gen. (Lepidoptera: Prodoxidae) (PDF), in Smithsonian Contributions to Zoology, vol. 524, Washington, D.C., Smithsonian Institution Press, 1992,  pp. 1-88.
- Dodd, R. J. & Linhart, Y. B., Reproductive consequences of interactions between Yucca glauca (Agavaceae) and Tegeticula yuccasella (Lepidoptera) in Colorado (abstract), in American Journal of Botany, vol. 81, n. 7, 1994,  pp. 815-825.
- Drummond, C. S., Smith, C. I., Pellmyr, O., Species identification and sibship assignment of sympatric larvae in the yucca moths Tegeticula synthetica and Tegeticula antithetica (Lepidoptera: Prodoxidae) (abstract), in Molecular Ecology Resources, vol. 9, n. 5,  pp. 1369-1372, DOI:10.1111/j.1755-0998.2009.02696.x, PMID 21564909.
- Drummond, C. S., Xue, H. J., Yoder, J. B., Pellmyr, O., Host-associated divergence and incipient speciation in the yucca moth Prodoxus coloradensis (Lepidoptera: Prodoxidae) on three species of host plants (PDF), in Heredity (Edinb), vol. 105, n. 2, 2010,  pp. 183-196, DOI:10.1038/hdy.2009.154, ISSN 1365-2540 (WC · ACNP), PMID 20010961, (Print) (On-line).
- Dyar, H. G., A Review of the North American Species of Pronuba and Prodoxus, in Journal of the New York Entomological Society, vol. 11, 1903,  pp. 102-104.
- (EN) Dyar, H. G., Busck, A., Fernald, C. H., Hulst, G. D., A list of the North American Lepidoptera and key to the literature of this order of insects, collana Bulletin of the United States National Museum, vol. 52, Washington, Government Printing Office, 1903  [1902],  pp. xix + 723, DOI:10.5962/bhl.title.1141, ISBN non esistente, LCCN 06027693, OCLC 1704319.
- (EN) Dyer, L. A.; Singer, M. S.; Lill, J. T.; Stireman, J. O.; Gentry, G. L.; Marquis, R. J.; Ricklefs, R. E.; Greeney, H. F.; Wagner, D. L.; Morais, H. C.; Diniz, I. R.; Kursar, T. A. & Coley, P.D., Host specificity of Lepidoptera in tropical and temperate forests (abstract), in Nature, vol. 448, n. 7154, Londra, Nature Publishing Group, 9 agosto 2007,  pp. 696–699, DOI:10.1038/nature05884, ISSN 0028-0836 (WC · ACNP), LCCN 12037118, OCLC 163611783, PMID 17687325.
- Engelmann, G., The Flower of Yucca and Its Fertilization, in Bulletin of the Torrey Botanical Club, vol. 3, n. 7, 1872,  p. 33.
- (EN) Forbes, W. T. M., The Lepidoptera of New York and neighboring states. Primitive forms Microlepidoptera, Pyraloids, Bombyces, in Memoirs of the Cornell University Agricultural Experiment Station, vol. 68, Ithaca, New York, Cornell University, giugno 1923,  pp. 1–792, DOI:10.5962/bhl.title.23875, ISSN 0096-7254 (WC · ACNP), OCLC 809328502.
- Force, D. C., Observations on the parasitoids of Mesepiola specca Davis (Lepidoptera: Incurvariidae) (abstract), in Pan-Pacific Entomology, vol. 65, n. 4, 1989,  pp. 436-439.
- Force, D. C. and Thompson, M. L., Parasitoids of the immature stages of several southwestern yucca moths (abstract), in The Southwestern Naturalist, vol. 29, n. 1, 1984,  pp. 45-56.
- Godsoe, W., Yoder, J. B., Smith, C. I., Pellmyr, O., Coevolution and divergence in the Joshua tree/yucca moth mutualism (abstract), in American naturalist, vol. 171, n. 6, 2008,  pp. 816-823, DOI:10.1086/587757, PMID 8462130.
- Groman, J. D. and Pellmyr, O.,, Rapid evolution and specialization following host colonization in a yucca moth, in Journal of Evolutionary Biology, vol. 13, n. 2, 2000,  pp. 223-236.
- Humphries, S. A., Addicott, J. F., Regulation of the mutualism between yuccas and yucca moths: intrinsic and extrinsic factors affecting flower retention (abstract), in Oikos, vol. 89, n. 2, 2000,  pp. 329-339, DOI:10.1034/j.1600-0706.2000.890214.x.
- Huth, C. J. and Pellmyr, O., Yucca moth oviposition and pollination behavior is affected by past flower visitors: evidence for a host-marking pheromone (abstract), in Oecologia, vol. 119, Springer-Verlag, 1999,  pp. 593-599, DOI:10.1007/s004420050824, ISSN 0029-8549 (WC · ACNP).
- Huth, C. J. and Pellmyr, O., Pollen-mediated selective abortion promotes evolutionary stability of mutualism between yuccas and yucca moths, in Ecology, vol. 81, 2000,  pp. 1100-1107.
- James, C. D., Hoffman, M. T., Lightfoot, D. C., Forbes, G. S., Whitford, W. G., Pollination ecology of Yucca elata (abstract), in Oecologia, vol. 93, n. 4, Springer-Verlag, 1993,  pp. 512-517.
- James, C. D., Hoffman, M. T., Lightfoot, D. C., Forbes, G. S., Whitford, W. G., Fruit abortion in Yucca elata and its implications for the mutualistic association with yucca moths (abstract), in Oikos, vol. 69, n. 2, 1994,  pp. 207-216, ISSN 0030-1299 (WC · ACNP).
- Johnson, R. J., The reproductive cost to the yucca plant (Yucca filamentosa L.) in its mutualistic relationship with the yucca moth (Tegeticula yuccasella Riley), in Journal of Tennessee Academy of Science, vol. 63, 1988,  pp. 77-78.
- Keeley, J. E., Keeley, S. C., Ikeda, D. A., Seed predation by yucca moths on semelparous, iteroparous and vegetatively reproducing subspecies of Yucca whipplei (Agavaceae), in American Midland Naturalist, vol. 115, 1986,  pp. 1-9.
- Keeley, J. E., Keeley, S. C., Swift, C. C., Lee, J., Seed predation due to the yucca-moth symbiosis (abstract), in American Midland Naturalist, vol. 112, n. 1, 1984,  pp. 187-191.
- (EN) Knölke, S., Erlacher, S., Hausmann, A., Miller, M. A., Segerer, A. H., A procedure for combined genitalia dissection and DNA extraction in Lepidoptera (PDF), in Insect Systematics and Evolution, vol. 35, n. 4, Stenstrup, Danimarca e Leida, Paesi Bassi, Apollo Books e Brill, 2004,  pp. 401–409, DOI:10.1163/187631204788912463, ISSN 1399-560X (WC · ACNP), LCCN 00252879, OCLC 680826544 (archiviato dall'url originale il 13 agosto 2012).
- (EN) Kozlov, M. V., Incurvariidae and Prodoxidae (Lepidoptera) from Siberia and the Russian Far East, with descriptions of two new species (abstract), in Entomologica Fennica, vol. 7, n. 2, 1996,  pp. 55–62, ISSN 0785-8760 (WC · ACNP), LCCN 91649454, OCLC 195584534.
- (EN) Kristensen, N. P., The Morphological and Functional Evolution of the Mouthparts in Adult Lepidoptera (abstract), in Opuscula Entomologica, vol. 33, Lund, Entomologiska sällskapet, 1968,  pp. 69–72, ISSN 0375-0205 (WC · ACNP), LCCN 70020995, OCLC 1761351.
- (EN) Kristensen, N. P., Studies on the morphology and systematics of primitive Lepidoptera (Insecta) (abstract), in Steenstrupia, vol. 10, n. 5, Copenaghen, Zoologisk Museum, 1984,  pp. 141–191, ISSN 0375-2909 (WC · ACNP), LCCN 78641716, OCLC 35420370.
- (EN) Kristensen, N. P., Morphology and phylogeny of the lowest Lepidoptera-Glossata: Recent progress and unforeseen problems (PDF), in Bulletin of the Sugadaira Montane Research Centre, vol. 11, University of Tsukuba, 1991,  pp. 105–106, ISSN 09136800 (WC · ACNP), OCLC 747190906.
- (EN) Kristensen, N. P., Scoble, M. J. & Karsholt, O., Lepidoptera phylogeny and systematics: the state of inventorying moth and butterfly diversity (PDF), in Zootaxa, vol. 1668, Auckland, Nuova Zelanda, Magnolia Press, 21 dicembre 2007,  pp. 699–747, ISSN 1175-5326 (WC · ACNP), OCLC 838570989.
- Leebens-Mack, J. and Pellmyr, O., Patterns of Genetic Structure among Populations of an Oligophagous Pollinating Yucca Moth (Tegeticula yuccasella), in Journal of Heredity, vol. 95, n. 2, 2004,  pp. 127-135, DOI:10.1093/jhered/esh025.
- Leebens-Mack, J., Pellmyr, O. and Brock, M., Host specificity and the genetic structure of two yucca moth species in a yucca hybrid zone (abstract), in Evolution, vol. 52, 1998,  pp. 1376-1382.
- Marr, D. L., Brock, M. T. & Pellmyr, O., Coexistence of mutualists and antagonists: Exploring the impact of cheaters on the yucca-yucca moth mutualism (abstract), in Oecologia, vol. 128, n. 3, 2001,  pp. 454-463.
- Marr, D. L., Leebens-Mack, J., Elms, L. & Pellmyr, O., Pollen dispersal in Yucca filamentosa (Agavaceae): The paradox of self-pollination behavior by Tegeticula yuccasella (Prodoxidae) [collegamento interrotto], in American Journal of Botany, vol. 87, n. 5, 2000,  pp. 670-677, PMID 10811791.
- Marr, D. L. & Pellmyr, O., Effect of pollinator-inflicted ovule damage on floral abscission in the yucca-yucca moth mutualism: the role of mechanical and chemical factors (abstract), in Oecologia, vol. 136, n. 2, 2003,  pp. 236-243.
- (EN) Miles, N. J., Variation and host specificity in the yucca moth Tegeticula yuccasella (Incurvariidae): a morphometric approach, in Journal of the Lepidopterists' Society, vol. 37, n. 3, 1983,  pp. 207-216.
- (EN) Miller, S. E., Hodges, R. W., Primary types of microlepidoptera in the Museum of Comparative Zoology (with a discursion [sic] on V.T. Chambers’ work) (PDF), in Bulletin of the Museum of Comparative Zoology, vol. 152, n. 2, Cambridge, Massachusetts, Museum of Comparative Zoology, Harvard University, 1990,  pp. 45–87, ISSN 0027-4100 (WC · ACNP), OCLC 22356913.
- (EN) Mosher E., A Classification of the Lepidoptera Based on Characters of the Pupa, in Bulletin of the Illinois State Laboratory of Natural History, vol. 1912, n. 2, Urbana, Illinois, Illinois State Laboratory of Natural History, marzo 1916,  p. 62, DOI:10.5962/bhl.title.70830, ISSN 0073-5272 (WC · ACNP), LCCN 16027309, OCLC 2295354.
- (EN) Mutanen, M., Wahlberg, N. & Kaila, L., Comprehensive gene and taxon coverage elucidates radiation patterns in moths and butterflies (PDF), in Proceedings of the Royal Society (B), vol. 277, n. 1695, Londra, 5 maggio 2010,  pp. 2839–2848, DOI:10.1098/rspb.2010.0392, ISSN 1471-2954 (WC · ACNP), OCLC 421631836.
- (EN) Mutuura, A., Morphology of the Female Terminalia in Lepidoptera, and Its Taxonomic Significance (abstract), in Canadian Entomologist, vol. 104, n. 7, Ottawa, Entomological Society of Canada, luglio 1972,  pp. 1055–1071, DOI:10.4039/Ent1041055-7, ISSN 1918-3240 (WC · ACNP), OCLC 757322410.
- Nielsen, E. S., A cladistic analysis of the holarctic genera of adelid moths (Lepidoptera: Incurvarioidea) (abstract), in Insect Systematics & Evolution, vol. 11, n. 2, 1980,  pp. 161-178, DOI:10.1163/187631280X00491, ISSN 1399-560X (WC · ACNP) (archiviato dall'url originale l'8 dicembre 2012).
- (EN) Nielsen, E. S., Incurvariidae and Prodoxidae from the Himalayan Area (Lepidoptera : Gracillariidae) (PDF), in Insecta matsumurana: Journal of the Faculty of Agriculture Hokkaido University series entomology. New series., vol. 26, Sapporo, Hokkaido University, dicembre 1982,  pp. 187–200, ISSN 0020-1804 (WC · ACNP), LCCN 62034572, OCLC 677408285. URL consultato il 23 marzo 2014 (archiviato dall'url originale il 18 luglio 2011).
- (EN) Nielsen, E. S., Primitive (non-ditrysian) Lepidoptera of the Andes: diversity, distribution, biology and phylogenetic relationships (PDF), in Journal of Research on the Lepidoptera, 1(suppl.), Arcadia, California, Lepidoptera Research Foundation, 1985,  pp. 1–16, ISSN 0022-4324 (WC · ACNP), LCCN 2010202002, OCLC 1754781 (archiviato dall'url originale il 2 aprile 2015).
- (EN) Nielsen, E. S. & Davis, D. R., The first southern hemisphere prodoxid and the phylogeny of the Incurvarioidea (Lepidoptera) (PDF), in Systematic Entomology, vol. 10, n. 3, Oxford, Blackwell Science, luglio 1985,  pp. 307–322, ISSN 0307-6970 (WC · ACNP), OCLC 4646400693.
- (EN) Nielsen, E. S. & Kristensen, N. P., The Australian moth family Lophocoronidae and the basal phylogeny of the Lepidoptera-Glossata (abstract), in Invertebrate Taxonomy, vol. 10, n. 6, Melbourne, CSIRO, 1996,  pp. 1199–1302, DOI:10.1071/IT9961199, ISSN 0818-0164 (WC · ACNP), OCLC 842755705.
- (EN) Nieukerken, E. J. van, Kaila, L., Kitching, I. J., Kristensen, N. P., Lees, D. C., Minet, J., Mitter, C., Mutanen, M., Regier, J. C., Simonsen, T. J., Wahlberg, N., Yen, S.-H., Zahiri, R., Adamski, D., Baixeras, J., Bartsch, D., Bengtsson, B. Å., Brown, J. W., Bucheli, S. R., Davis, D. R., De Prins, J., De Prins, W., Epstein, M. E., Gentili-Poole, P., Gielis, C., Hättenschwiler, P., Hausmann, A., Holloway, J. D., Kallies, A., Karsholt, O., Kawahara, A. Y., Koster, S. (J. C.), Kozlov, M. V., Lafontaine, J. D., Lamas, G., Landry, J.-F., Lee, S., Nuss, M., Park, K.-T., Penz, C., Rota, J., Schintlmeister, A., Schmidt, B. C., Sohn, J.-C., Solis, M. A., Tarmann, G. M., Warren, A. D., Weller, S., Yakovlev, R. V., Zolotuhin, V. V., Zwick, A., Order Lepidoptera Linnaeus, 1758. In: Zhang, Z.-Q. (Ed.) Animal biodiversity: An outline of higher-level classification and survey of taxonomic richness (PDF), in Zootaxa, vol. 3148, Auckland, Nuova Zelanda, Magnolia Press, 23 dicembre 2011,  pp. 212–221, ISSN 1175-5334 (WC · ACNP), OCLC 971985940.
- Pammel, L. H., The Extension of the Yucca Moth (abstract), in Science, vol. 61, n. 1581, 1925,  pp. 414-415, DOI:10.1126/science.61.1581.414-a.
- Pellmyr, O., Pollinating seed eaters: why is active pollination so rare? (abstract), in Ecology, vol. 78, n. 6, 1997,  pp. 1655-1660.
- Pellmyr, O., Systematic revision of the yucca moths in the Tegeticula yuccasella complex (Lepidoptera: Prodoxidae) north of Mexico (abstract), in Systematic Entomology, vol. 24, n. 3, 1999,  pp. 243-271.
- Pellmyr, O., Yuccas, Yucca Moths, and coevolution: a review (abstract), in Annals of the Missouri Botanical Garden, vol. 90, 2003,  pp. 35-55.
- Pellmyr, O. and Balcázar-Lara, M., Systematics of the yucca moth genus Parategeticula (Lepidoptera: Prodoxidae), with description of three Mexican species (abstract), in Annals of the Entomological Society of America, vol. 93, n. 3, 2000,  pp. 432-439, ISSN 0013-8746 (WC · ACNP).
- Pellmyr, O., Balcázar-Lara, M., Althoff, D. M., Segraves, K. A. and Leebens-Mack, J., Phylogeny and life history evolution of Prodoxus yucca moths (Lepidoptera: Prodoxidae) (abstract), in Systematic Entomology, vol. 31, 2006,  pp. 1-20, DOI:10.1111/j.1365-3113.2005.00301.x.
- Pellmyr, O., Balcázar-Lara, M., Segraves, K. A., Althoff, D. M. and Littlefield, R. J., Phylogeny of the pollinating yucca moths, with a revision of Mexican species (Tegeticula and Parategeticula; Lepidoptera, Prodoxidae) (abstract), in Zoological Journal of the Linnean Society, vol. 152, n. 2, 2008,  pp. 297-314, DOI:10.1111/j.1096-3642.2007.00361.x.
- Pellmyr, O., Huth, C. J., Evolutionary stability of mutualism between yuccas and yucca moths (abstract), in Nature, vol. 372, 1994,  pp. 257-260, DOI:10.1038/372257a0.
- Pellmyr, O., Huth, C. J., Differential abortion in the yucca: reply to Richter and Weis, in Nature, vol. 376, 1995,  p. 558, DOI:10.1038/376558a0.
- Pellmyr, O., Krenn, H. W., Origin of a complex key innovation in an obligate insect-plant mutualism (PDF), vol. 99, n. 8, 2002,  pp. 5498-5502.
- Pellmyr, O., Leebens Mack, J., Forty million years of mutualism: evidence for Eocene origin of the yucca-yucca moth association, in Proceedings of the National Academy of Sciences of the United States of America, vol. 96, 1999,  pp. 9178-9183, DOI:10.1038/372257a0.
- Pellmyr, O. and Leebens-Mack, J.,, Reversal of mutualism as a mechanism for adaptive radiation of yucca moths, in American Naturalist, vol. 156, 2000,  pp. S62-S76.
- Pellmyr, O., Leebens-Mack, J. & Huth, C. J., Non-mutualistic yucca moths and their evolutionary consequences (abstract), in Nature, vol. 380, n. 6570, 1996,  pp. 155-156, DOI:10.1038/380155a0.
- Pellmyr, O., Massey, L., Hamrick, J. L., Feist, M. A., Genetic consequences of specialization: yucca moth behavior and self pollination in yuccas (abstract), in Oecologia, vol. 109, n. 2, 1997,  pp. 273-278.
- Pellmyr, O., Segraves, K. A., Pollinator divergence within an obligate mutualism: two yucca moth species (Lepidoptera; Prodoxidae: Tegeticula) on the Joshua tree (Yucca brevifolia; Agavaceae), in Annals of the Entomological Society of America, vol. 96, 2003,  pp. 716-722.
- Pellmyr, O., and Thompson, J. N., Multiple occurrences of mutualism in the yucca moth lineage (PDF), in Proceedings of the National Academy of Sciences of the United States of America, vol. 89, n. 7, 1992,  pp. 2927-2929.
- Pellmyr, O., Thompson, J. N., Brown, J. and Harrison, R. G., Evolution of pollination and mutualism in the yucca moth lineage (abstract), in American Naturalist, vol. 148, 1996,  pp. 827-847.
- (EN) Philpott, A., The maxillae in the Lepidoptera (PDF), in Transactions of the New Zealand Institute, vol. 57, Wellington, Royal Society of New Zealand, 22 febbraio 1927,  pp. 721–746, ISSN 1176-6158 (WC · ACNP), OCLC 84073801.
- Powell, J. A., Biological interrelationships of moths and Yucca schottii, in University of California Publications in Entomology, vol. 100, 1984,  pp. 1-93.
- (EN) Powell, J. A., Synchronized, mass emergences of a yucca moth, Prodoxus y-inversus (Lepidoptera: Prodoxidae), after 16 and 17 years in diapause (abstract), in Oecologia, vol. 81, n. 4, Berlino, Springer-Verlag, dicembre 1989,  pp. 430–439, DOI:10.1007/BF00378957, ISSN 0029-8549 (WC · ACNP), LCCN 73421964, OCLC 4668411628.
- (EN) Powell, J. A., Interrelationships of yuccas and yucca moths (abstract), in Trends in Ecology & Evolution, vol. 7, n. 1, Amsterdam, Elsevier Science Publishers B.V., 1992,  pp. 10–15, DOI:10.1016/0169-5347(92)90191-D, ISSN 0169-5347 (WC · ACNP), LCCN 92645980, OCLC 4929000417.
- Rau, P., The Yucca Plant, Yucca filamentosa, and the Yucca Moth, Tegeticula (Pronuba) yuccasella Riley: An Ecologico-Behavior Study, in Annals of the Missouri Botanical Garden, vol. 32, n. 4, 1945,  pp. 373-394.
- (EN) Razowski, J., Phylogeny and Classification of Lepidoptera, in Acta Zoologica Cracoviensia, vol. 19, n. 1, Cracovia, Polska Akademia Nauk, Zakład Zoologii Systematycznej i Doświadczalnej, 31 gennaio 1974,  pp. 1–18, ISSN 0065-1710 (WC · ACNP), OCLC 1427289.
- (EN) Razowski, J. & Wojtusiak, J., Family-group taxa of the Adeloidea (Lepidoptera) (abstract), in Polskie Pismo Entomologiczne, vol. 48, Varsavia, Państwowe Wydawn. Naukowe, 1978,  pp. 3–18, ISSN 0032-3780 (WC · ACNP), LCCN 61042131, OCLC 1641554 (archiviato dall'url originale il 1º marzo 2014).
- (ES) Rentería, L. & Cantú, C., El efecto de Tegeticula yuccasella Riley (Lepidoptera: Prodoxidae) sobre la fenología reproductiva de Yucca filifera Chabaud (Agavaceae) en Linares, N. L. México, in Acta Zoológica Mexicana (nueva serie), vol. 89, A.C. México, Instituto de Ecología, 2003,  pp. 85-92, ISSN 0065-1737 (WC · ACNP).
- Rich, K. A., Thompson, J. N., Fernandez, C. C., Diverse historical processes shape deep phylogeographical divergence in the pollinating seed parasite Greya politella (abstract), in Molecular Ecology, vol. 17, n. 10, 2008,  pp. 2430-2448, DOI:10.1111/j.1365-294X.2008.03754.x, PMID 18422933.
- Richter, K. S. and Weis, A. E., Inbreeding and outcrossing in Yucca whipplei: consequences for the reproductive success of plant and pollinator (abstract), in Ecology Letters, vol. 1, n. 1, 1998,  pp. 21-24, DOI:10.1046/j.1461-0248.1998.00012.x.
- Riley, C. V., The fertilization of the yucca plant by Pronuba yuccasella, in The Canadian Entomologist, vol. 4, n. 10, 1872,  pp. 182.
- Riley, C. V., Supplementary notes on Pronuba yuccasella, in Transactions of the Academy of Science of St. Louis, vol. 3, 1873,  pp. 178-180.
- Riley, C. V., On the oviposition of the Yucca Moth, in The American naturalist, vol. 7, 1873,  pp. 619-623.
- Riley, C. V., The yucca moth-Pronuba yuccasella, in Sixth annual report on the noxious, beneficial and other insects, of the state of Missouri, vol. 6, 1874,  pp. 131-135, 1 fig..
- Riley, C. V., On the oviposition of the yucca moth, in Transactions of the Academy of Science of St. Louis, vol. 3, 1874,  pp. 208-210.
- (EN) Riley, C. V., Further remarks on Pronuba yuccasella, and on the pollination of Yucca (PDF), in Transactions of the Academy of Science of St. Louis, vol. 3, St. Louis, Academy of Science, 1877,  pp. 568-573, ISSN 0096-3852 (WC · ACNP), LCCN 12030020, OCLC 1460721.
- (DE) Riley, C. V., Bemerkungen über Pronuba yuccasella und über die Befruchtung der Yucca Arten, in Entomologische Zeitung, vol. 39, 1878,  pp. 377-382.
- Riley, C. V., The true and the bogus yucca moth, with remarks on the polination of Yucca, in The American Entomologist, vol. 3, n. 6, 1880,  pp. 141-145.
- Riley, C. V., On a new Tineid genus allied to Pronuba Riley, in The American Entomologist, vol. 3, n. 6, 1880,  pp. 155-156.
- Riley, C. V., A parasite on Prodoxus decipiens, in The American Entomologist, vol. 3, n. 6, 1880,  pp. 156.
- Riley, C. V., Further remarks on the differences between Pronuba and Prodoxus, in The American Entomologist, vol. 3, n. 7, 1880,  pp. 182.
- Riley, C. V., A mystery in reference to Pronuba yuccasella, in The American Entomologist, vol. 3, n. 10, 1880,  pp. 293.
- Riley, C. V., Further notes on the pollination of Yucca and on Pronuba and Prodoxus (abstract), in American Association for the Advancement of Science, vol. 29, 1881,  pp. 617-639, 16 figg..
- Riley, C. V., On the oviposition of Prodoxus decipiens, in The American Naturalist, vol. 16, n. 1, 1882,  pp. 62-63.
- Riley, C. V., On the oviposition of Prodoxus decipiens, in Proceedings of the American Association for the Advancement of Science, vol. 30, 1882,  p. 272.
- Riley, C. V., Observations on the fertilization of Yucca and on structural and anatomical peculiarities in Pronuba and Prodoxus, in The American Naturalist, vol. 17, 1883,  pp. 197.
- Riley, C. V., Observations on the fertilization of Yucca and on structural and anatomical peculiarities in Pronuba and Prodoxus, in Proceedings of the American Association for the Advancement of Science, vol. 31, 1883,  pp. 467-468.
- Riley, C. V., Mr. Hulst's observations on Pronuba yuccasella, in Entomologica Americana, vol. 2, n. 12, 1887,  pp. 233-236.
- Riley, C. V., Notes on Pronuba and Yucca pollination, in Proceedings of the Entomological Society of Washington, vol. 1, n. 3, 1889,  pp. 150-155.
- Riley, C. V., Notes on Pronuba and Yucca pollination, in Insect Life, vol. 1, n. 12, 1889,  pp. 367-372.
- Riley, C. V., Fertilization of Yucca in Australia, in Insect Life, vol. 4, n. 1-2, 1891,  pp. 74.
- Riley, C. V., Some interrelations of plants and insects, in Proceedings of the Biological Society of Washington, vol. 7, 1892,  pp. 81-104, 16 figg..
- Riley, C. V., Some interrelations of plants and insects, in Insect Life, vol. 4, 11,12, 1892,  pp. 358-378.
- Riley, C. V., New species of Prodoxidae, in Proceedings of the Entomological Society of Washington, vol. 2, n. 3, 1892,  pp. 312-319.
- Riley, C. V., Further notes on yucca insects and Yucca pollination, in Proceedings of the Biological Society of Washington, vol. 8, 1893,  pp. 42-53.
- Riley, C. V., Further notes on yucca insects and Yucca pollination, in Insect Life, vol. 5, n. 5, 1893,  pp. 300-310, 1 fig..
- Segraves, K. A., Understanding stability in mutualisms: can extrinsic factors balance the yucca-yucca moth interaction? (abstract), in Ecology, vol. 84, n. 11, 2003,  pp. 2943-2951, DOI:10.1890/02-0619.
- Segraves, K. A., Althoff, D. M. & Pellmyr, O., Limiting cheaters in mutualism: evidence from hybridization between mutualist and cheater yucca moths, in Proceedings of the Royal Society B: Biological Sciences, vol. 272, n. 1577, 2005,  pp. 2195-2201, PMID 16191630.
- Segraves, K. A., Althoff, D. M. & Pellmyr, O., The evolutionary ecology of cheating: does superficial oviposition facilitate the evolution of a cheater yucca moth? (abstract), in Ecological Entomology, vol. 33, n. 6, The Royal Entomological Society, 2008,  pp. 765-770, DOI:10.1111/j.1365-2311.2008.01031.x.
- Segraves, K. A. & Pellmyr, O., Phylogeography of the yucca moth Tegeticula maculata: The role of historical biogeography in reconciling high genetic structure with limited speciation (abstract), in Molecular Ecology, vol. 10, n. 5, 2001,  pp. 1247-1253, DOI:10.1046/j.1365-294X.2001.01275.x.
- Segraves, K. A. & Pellmyr, O., Testing the out-of-Florida hypothesis on the origin of cheating in the yucca-yucca moth mutualism (abstract), in Evolution, vol. 58, n. 10, 2004,  pp. 2266-2279, DOI:10.1554/03-489.
- Sharkey, M., Agathis thompsoni n.sp., a Nearctic Species of Agathidinae (Hymenoptera: Braconidae) Parasitic on Greya subalba (Braun) (Lepidoptera: Incurvariidae), in Proceedings of the Entomological Society of Washington, vol. 89, 1987,  pp. 47-50.
- Smith, C. I., Drummond, C. S., Godsoe, W., Yoder, J. B., Pellmyr, O., Host specificity and reproductive success of yucca moths (Tegeticula spp. Lepidoptera: Prodoxidae) mirror patterns of gene flow between host plant varieties of the Joshua tree (Yucca brevifolia: Agavaceae) (abstract), in Molecuar Ecology, vol. 18, n. 24, 2009,  pp. 5218-5229, DOI:10.1111/j.1365-294X.2009.04428.x, PMID 19919591.
- Smith, C. I., Pellmyr, O., Althoff, D. M., Balcázar-Lara, M., Leebens-Mack, J., Segraves, K. A., Pattern and timing of diversification in Yucca (Agavaceae): specialized pollination does not escalate rates of diversification (PDF), in Proceedings of the Royal Society B: Biological Sciences, vol. 7, 275 (1632), 2008,  pp. 249-258, PMID 18048283.
- Smith, C. I., Tank, S., Godsoe, W., Levenick, J., Strand, E., Esque, T., Pellmyr, O., Comparative phylogeography of a coevolved community: concerted population expansions in Joshua trees and four yucca moths (PDF), in PLoS One, vol. 6, n. 10,  pp. e25628, DOI:10.1371/journal.pone.0025628, PMID 22028785.
- (EN) Smith, E. L., Evolutionary morphology of external insect genitalia. 1. Origin and relationships to other appendages  (PDF) (abstract), in Annals of the Entomological Society of America, vol. 62, n. 5, College Park, Md., 15 settembre 1969,  pp. 1051–1079, ISSN 0013-8746 (WC · ACNP), LCCN 08018807, OCLC 5722264149 (archiviato dall'url originale il 27 luglio 2018).
- Smith, J. B., The maxillary tentacles of Pronuba, in Insect Life, vol. 5, n. 3, 1893,  pp. 161-163, fig. 12.
- (RU, EN) Stekol'nikov, A. A., Functional Morphology of the Copulatory Apparatus in the Primitive Lepidoptera and General Evolutionary Trends in the Genitalia of the Lepidoptera, in Энтомологическое обозрение (Ėntomologičeskoe obozrenie=Entomological review), vol. 46, n. 3, Leningrado, Наука (Nauka), 1967,  pp. 400–409, ISSN 0367-1445 (WC · ACNP), OCLC 7619241.
- Svensson, G. P., Althoff, D. M. and Pellmyr, O., Replicated host-race formation in bogus yucca moths: genetic and ecological divergence of Prodoxus quinquepunctellus on yucca hosts (PDF), in Evolutionary Ecology Research, vol. 7, n. 8, 2005,  pp. 1139-1151, ISSN 1522-0613 (WC · ACNP).
- Taylor, R. L., The Genus Lithophragma (Saxifragaceae), vol. 37, University of California Publications in Botany, 1965,  pp. 1-89, 21 plates.
- Thompson, J. N., Variance in Number of Eggs Per Patch: Oviposition Behaviour and Population Dispersion in a Seed Parasitic Moth (abstract), in Ecological Entomology, vol. 12, 1987,  pp. 311-320.
- Tyre, A. J. and Addicott, J. F., Facultative non-mutualistic behaviour by an “Obligate” mutualist: “Cheating” by Yucca moths (abstract), in Oecologia, vol. 94, n. 2, Springer-Verlag, 1993,  pp. 173-175.
- Udovic, D., Aker, C., Fruit abortion and the regulation of fruit number in Yucca whipplei (abstract), in Oecologia, vol. 49, n. 2, 1981,  pp. 245-248.
- (EN) Wagner, D. L. & Powell, J. A., A New Prodoxus from Yucca baccata: First Report of a Leaf-Mining Prodoxine (Lepidoptera: Prodoxidae) (abstract), in Annals of the Entomological Society of America, vol. 81, n. 4, College Park, Md., Entomological Society of America, 1º luglio 1988,  pp. 547–553, DOI:10.1093/aesa/81.4.547, ISSN 0013-8746 (WC · ACNP), LCCN 08018807, OCLC 5722256472.
- (DE) Weidner, H., Beiträge zur Morphologie und Physiologie des Genital-apparates der Weiblichen Lepidopteren, in Zeitschrift für Angewandte Entomologie, vol. 21, 1935,  pp. 239–290, ISSN 0044-2240 (WC · ACNP), OCLC 1770418.
- Whitten J. C., The emergence of Pronuba from yucca capsules, in Insect Life, vol. 6, n. 5, 1894,  pp. 376-377.
- (EN) Wiegmann, B. M., Mitter, C., Regier, J. C., Friedlander, T. P., Wagner, D. M. & Nielsen, E. S., Nuclear genes resolve Mesozoic-aged divergences in the insect order Lepidoptera (abstract), in Molecular Phylogenetics and Evolution, vol. 15, n. 2, Orlando, Fla, Academic Press, maggio 2000,  pp. 242–259, DOI:10.1006/mpev.1999.0746, ISSN 1095-9513 (WC · ACNP), PMID 10837154, OCLC 36950039.
- Wilson, J. J., Rougerie, R., Schonfeld, J., Janzen, D. H., Hallwachs, W., Hajibabaei, M., Kitching, I. J., Haxaire, J., Hebert, P. D. N., When species matches are unavailable are DNA barcodes correctly assigned to higher taxa? An assessment using sphingid moths (PDF), in BMC ecology, vol. 11, 2011,  p. 18, DOI:10.1186/1472-6785-11-18.
- Wilson, R. D., Addicott, J. F., Regulation of mutualism between yuccas and yucca moths: is oviposition behavior responsive to selective abscission of flowers? (abstract), in Oikos, vol. 81, n. 1, 1998,  pp. 109-118.
- Yoder, J. B., Smith, C. I., Pellmyr, O., How to become a yucca moth: Minimal trait evolution needed to establish the obligate pollination mutualism (PDF), in Biological Journal of the Linnean Society of London, vol. 100, n. 4, 2010,  pp. 847-855, PMID 20730026.
- (EN) Zagulajev, A. K., New and little known microlepidoptera (Lepidoptera: Incurvariidae, Tineidae, Psychidae, Alucitidae) of the fauna of the USSR, in Entomologicheskoe Obozrenie, vol. 71, n. 1, San Pietroburgo, Nauka, 1992,  pp. 105–120, ISSN 0367-1445 (WC · ACNP), LCCN 54045655, OCLC 2446733.
- Ziv, Y., and Bronstein, J. L., Infertile seeds of Yucca schottii: a beneficial role for the plant in the yucca-yucca moth mutualism?, in Evolution Ecology, vol. 10, 1996,  pp. 63-76.

### Testi
- (EN) Addicott, J. F., Bronstein, J. & Kjellberg, F., Evolution of mutualistic life-cycles: yucca moths and fig wasps, in F. S. Gilbert (ed.), Insect life cycles: genetics evolution and coordination, Londra, Berlino, New York, Springer-Verlag, 1990,  pp. 143–161, ISBN 978-1-4471-3466-4, LCCN 90009947, OCLC 21672122.
- (EN) Barnes, W. and McDunnough, J., Check List of the Lepidoptera of Boreal America, Decatur, IIIinois, Herald Press, 1917,  p. 410, DOI:10.5962/bhl.title.10097, ISBN non esistente, OCLC 3715995.
- (EN) Busck, A., Family Prodoxidae, in S. D. McKelvey, Yuccas of the Southwestern United States, part 2, Jamaica Plain, Massachusetts, The Arnold Arboretum of Harvard University, 1947,  pp. 182–184.
- (EN) Capinera, J. L. (Ed.), Encyclopedia of Entomology, 4 voll., 2nd Ed., Dordrecht, Springer Science+Business Media B.V., 2008,  pp. lxiii + 4346, ISBN 978-1-4020-6242-1, LCCN 2008930112, OCLC 837039413.
- (EN) Chapman, R. F., The insects: structure and function, 4ª edizione, Cambridge, Cambridge University Press, 1998,  pp. xvii, 770, ISBN 0-521-57048-4, LCCN 97035219, OCLC 37682660.
- (EN) Common, I. F. B., Moths of Australia, Slater, E. (fotografie), Carlton, Victoria, Melbourne University Press, 1990,  pp. vi, 535, 32 con tavv. a colori, ISBN 9780522843262, LCCN 89048654, OCLC 220444217.
- (EN) Davis, D. R., Incurvarioidea, in Hodges, R. W. et al. (Eds) Check list of the Lepidoptera of America north of Mexico: including Greenland, Londra / Washington, D.C., E.W. Classey / Wedge Entomological Research Foundation, giugno 1983,  pp. xxiv + 284, ISBN 978-0860960164, OCLC 9748761.
- (EN) Frack, D.C., A systematic study of prodoxine moths (Adelidae: Prodoxinae) and their hosts (Agavaceae), with descriptions of the subfamilies of Adelidae (s. lat.) [M.S. thesis], Pomona, CA, California State Polytechnic University, 1982,  p. 209, ISBN non esistente, OCLC 9032725.
- (EN) Fuller, O. S., Factors Affecting the Balance of Cooperation and Conflict Between the Yucca Moth, Tegeticula yuccasella, and its Mutualist, Yucca glauca - Ph.D. Thesis, Albuquerque, University of New Mexico, 1990.
- (EN) Grimaldi, D. A.; Engel, M. S., Evolution of the insects, Cambridge [U.K.]; New York, Cambridge University Press, maggio 2005,  pp. xv + 755, ISBN 978-0-521-82149-0, LCCN 2004054605, OCLC 56057971.
- (EN) Groman, J. D., Population Genetics and Life History Consequences of a Recent Host Shift in the Bogus Yucca Moth Prodoxus quinquepunctellus (Prodoxidae) - M.S. Thesis, Nashville, Tennessee, Vanderbilt University, 1999.
- (EN) Heppner, J. B. (Ed.), Heppner, J. B. & Davis, D. R. - Fasc. 14, Andesianidae, in Lepidopterorum catalogus : new series, vol. 1, Primitive Microlepidoptera (Micropterigoidea - Incuvarioidea), Leida; New York, E. J. Brill / Flora & Fauna Publications, 1989, ISBN 9780916846459, LCCN 88020258, OCLC 18163823.
- (EN) Hering, E. M., Biology of the Leaf Miners, s'-Gravenhage, W. Junk, 1951,  pp. iv + 420, ISBN 978-9401571982, LCCN 52001318, OCLC 1651676.
- (EN) Kingsolver, R. W., Population Biology of a Mutualistic Association: Yucca glauca and Tegeticula yuccasella - Ph.D. Dissertation, Lawrence, University of Kansas, 1984.
- (RU) Kozlov, M. V., Moths of the subfamilies Incurvariinae and Prodoxinae (Lepidoptera, Adelidae) of the Far East, in P. A. Ler, V. A. Kirpichnikova & Kononenko, V. S. (eds.), Lepidoptera of the Far East of U. S. S. R., Vladivostok, Biological and Soil Institute, 1987,  pp. 14–24.
- (EN) Kristensen, N. P. (Ed.), Handbuch der Zoologie / Handbook of Zoology, Band 4: Arthropoda - 2. Hälfte: Insecta - Lepidoptera, moths and butterflies, Kükenthal, W. (Ed.), Fischer, M. (Scientific Ed.), Teilband/Part 35: Volume 1: Evolution, systematics, and biogeography, ristampa 2013, Berlino, New York, Walter de Gruyter, 1999  [1998],  pp. x, 491, ISBN 978-3-11-015704-8, OCLC 174380917.
- (EN) Mani M. S., Ecology of plant gaIls, in Monographiae Biologicae, Vol. XII, L'Aia, Dr. W. Junk Publishers, 1964,  pp. xii + 434, DOI:10.1002/jobm.19660060116.
- (EN) McDunnough, J., Check list of the Lepidoptera of Canada and the United States of America, Part 2, Microlepidoptera, collana Memoirs of the Southern California Academy of Sciences, vol. 2, n. 1, Los Angeles, Southern California Academy of Sciences, 1939,  p. 171, ISBN 978-1258534660, LCCN 39006358, OCLC 277328441.
- (EN) Needham, J. O., S. W. Frost & Tothill, B., Leafmining Insects, Baltimora, WilIiams & Williams Co., 1928,  p. 351.
- (EN) Nielsen, E. S., The Incurvarioid genera of the world. Unpublished thesis, Copenhagen, University of Copenhagen, 1980.
- (EN, FR) Nielsen, E. S., The monotrysian heteroneuran phylogeny puzzle: a possible solution (Lepidoptera), in Societas Europaea Lepidopterologica (a cura di), Proceedings of the 3rd Congress of European Lepidopterology, Cambridge, 1982, Karlsruhe, 1985,  p. 211, ISBN non esistente, LCCN 86201647, OCLC 17508888.
- (EN) Peterson, A., Larvae of Insects: An Introduction to Nearctic Species Part I: Lepidoptera and Plant Infesting Hymenoptera, Columbus, Ohio, Edwards Brothers, Inc., gennaio 1960,  p. 315, ISBN non esistente, LCCN 57023507, OCLC 70495898.
- (EN) Powell, J. A., Biological interrelationships of moths and Yucca schottii, in University of California Publications in Entomology, Berkeley, CA, University of California Press, 1984,  pp. 100, ISBN 978-0520096813.
- (EN) Powell, J. A. & Opler, P. A., Moths of Western North America, Berkeley, California, University of California Press, maggio 2009,  pp. xiii, 369 pages, 132, ISBN 9780520251977, LCCN 2008048605, OCLC 646846811.
- (EN) Powell, J. A. and Mackie, R. A., Biological interrelationships of moths and Yucca whipplei (Lepidoptera: Gelechiidae, Blastobasidae, Prodoxidae), in University of California publications in entomology, vol. 42, Berkeley, CA, University of California Press, 1966,  p. 59.
- (PL) Razowski, J., Motyle (Lepidoptera) polski 3. Heteroneura, Adeloidea, collana Monografie Fauny Polski, vol. 8, Warszawa ; Kraków, Państwowe Wydawnictwo Naukowe, 1978,  pp. 137, 11 pls, ISBN non esistente, LCCN 74231771, OCLC 749772251.
- (EN) Riley, C. V., Prodoxidae, in Smith, J. B. - List of the Lepidoptera of the Boreal America, 1891,  p. 97.
- (EN) Riley, C. V., The yucca moth and Yucca pollenation, in Missouri Botanical Garden - Third Annual Report, 1892,  pp. 99-158.
- Schenkl, F.; Brunetti, F., Dizionario Greco-Italiano/Italiano-Greco, a cura di Meldi D., collana La creatività dello spirito, Berrettoni G. (nota bibliografica), La Spezia, Casa del Libro - Fratelli Melita Editori, dicembre 1991  [1990],  pp. xviii, 972, 14 tavv.,  538, ISBN 978-8840366937, OCLC 797548053.
- (EN) Scoble, M. J., The Lepidoptera: Form, Function and Diversity, seconda edizione, London, Oxford University Press & Natural History Museum, 2011  [1992],  pp. xi, 404, ISBN 978-0-19-854952-9, LCCN 92004297, OCLC 25282932.
- (EN) Stehr, F. W. (Ed.), Immature Insects, 2 volumi, seconda edizione, Dubuque, Iowa, Kendall/Hunt Pub. Co., 1991  [1987],  pp. ix, 754, ISBN 9780840337023, LCCN 85081922, OCLC 13784377.
- (EN) Thompson, J. N., The Coevolutionary Process, Chicago, University of Chicago Press, 1994, ISBN 978-0-226-79759-5.
- (EN) Wiegmann, B. M., The earliest radiation of the Lepidoptera: Evidence from 18S rDNA, College Park, Ph. D. thesis, University of Maryland, 1994,  pp. ix, 230, OCLC 34061109.